# Ханнен, Линли
Линли Джоуи Ханнен (англ. Lynley Joye Hannen; род. 27 августа 1964, Данидин), в замужестве Ковентри (англ. Coventry) — новозеландская гребчиха, выступавшая за сборную Новой Зеландии по академической гребле в конце 1980-х — начале 1990-х годов. Бронзовая призёрка летних Олимпийских игр в Сеуле, победительница и призёрка многих регат национального значения.

## Биография
Линли Ханнен родилась 27 августа 1964 года в городе Данидин, Новая Зеландия. Занималась академической греблей в Гамильтоне в местном одноимённом гребном клубе под руководством тренера Гарри Махоуна.
Наибольшего успеха в своей спортивной карьере добилась в сезоне 1988 года, когда вошла в основной состав новозеландской национальной сборной и благодаря череде удачных выступлений удостоилась права защищать честь страны на летних Олимпийских играх 1988 года в Сеуле. Вместе с напарницей Никки Пейн в распашных безрульных двойках пришла к финишу третьей позади экипажей из Румынии и Болгарии — тем самым завоевала бронзовую олимпийскую медаль.
После сеульской Олимпиады Ханнен ещё в течение некоторого времени оставалась в составе гребной команды Новой Зеландии и продолжала принимать участие в крупнейших международных регатах. Так, в 1989 году она побывала на чемпионате мира в Бледе, где финишировала шестой в программе безрульных двоек.
В 1990 году на мировом первенстве в Тасмании показала шестой результат в безрульных четвёрках и четвёртый результат в рулевых восьмёрках.
На чемпионате мира 1991 года в Вене в восьмёрках квалифицировалась лишь в утешительный финал B и расположилась в итоговом протоколе соревнований на восьмой строке.
Впоследствии вышла замуж за известного новозеландского гребца Билла Ковентри и взяла фамилию мужа. Родила четверых детей, проживала вместе с семьёй в Нельсоне.